# ソビエト連邦の崩壊

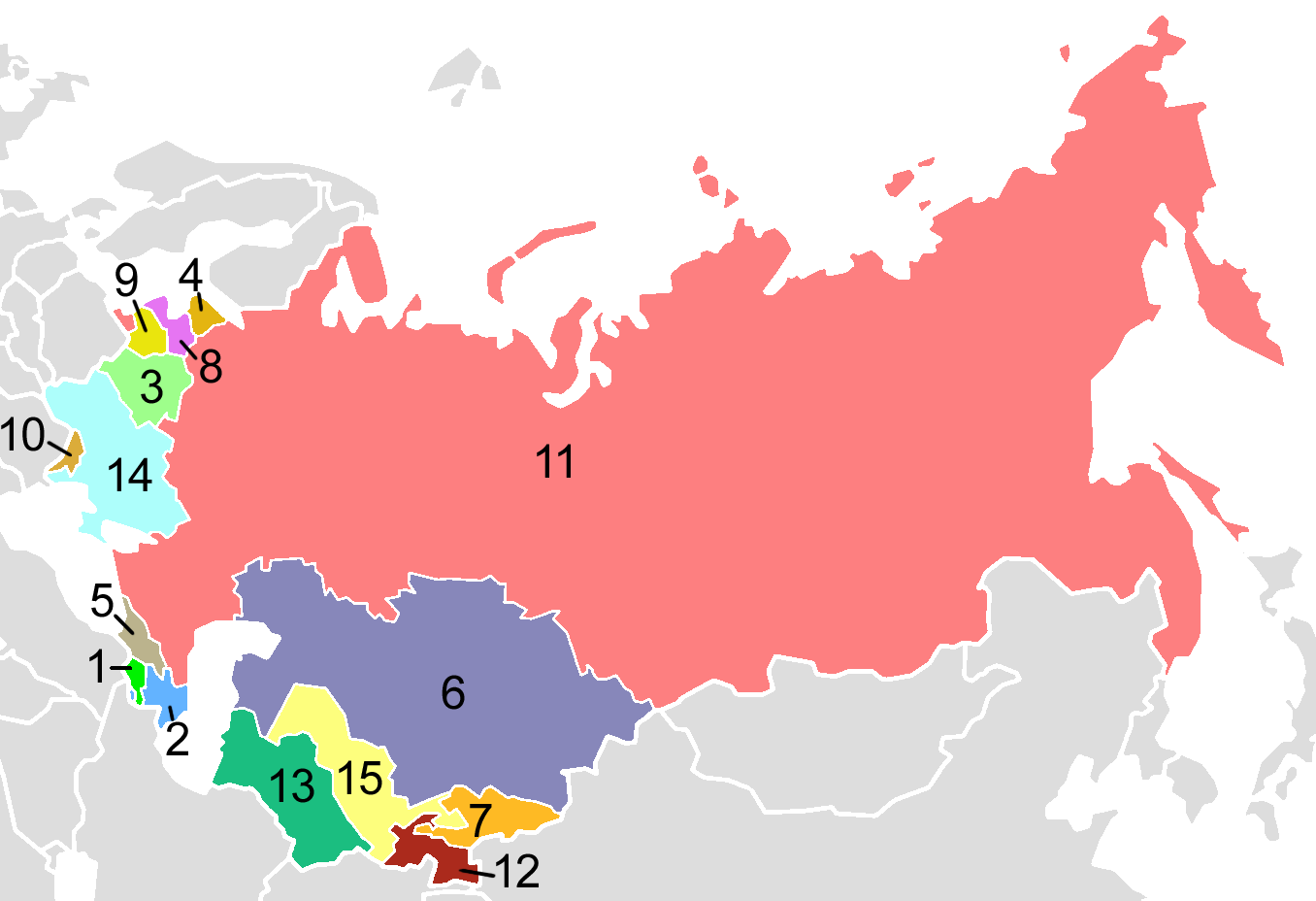
ソ連崩壊後の独立した連邦構成共和国（NIS諸国）
1.アルメニア 2.アゼルバイジャン 3.ベラルーシ 4.エストニア
5.ジョージア 6.カザフスタン 7.キルギス 8.ラトビア 9.リトアニア
10.モルドバ 11.ロシア 12.タジキスタン 13.トルクメニスタン
14.ウクライナ 15.ウズベキスタン

ソビエト連邦の崩壊（ソビエトれんぽうのほうかい、ソ連崩壊）とは、1988年のエストニアによる主権宣言から1991年のソビエト連邦最高会議による連邦解散宣言にかけてソビエト社会主義共和国連邦が内部分裂を起こし、単一の主権国家としての存続を終了した出来事である。

## 概要
ソ連は高度に中央集権的な国家でありながら、さまざまな民族の母国として機能する多くの共和国から構成されていたが、1980年代後半には内部的な停滞と民族分離主義を経験していた。1991年末、ソ連からいくつかの共和国が脱退し、中央集権体制が崩壊する中、3つの共和国の指導者が「ソビエト連邦はもはや存在しない」と宣言した。その直後、さらに8つの共和国がこの宣言に参加した。ソ連の崩壊は、結果としてソ連共産党書記長ミハイル・ゴルバチョフ（後にソ連大統領）が行ったソ連の政治・経済体制の改革に終止符を打った。1991年12月、ゴルバチョフはソ連大統領を辞任し、ソビエト連邦最高会議も解散を決議した。1989年の東欧諸国での革命とともに、ソ連の崩壊は冷戦の終わりを告げた。
このプロセスはソ連を構成する各共和国の不安の高まりから始まり、中央政府との政治的・立法的対立が絶え間なく続いた。1988年11月16日、ソ連で初めて国家主権を宣言したのはエストニアである。1990年3月11日、リトアニアがソ連からの独立を宣言し、2ヵ月後にはラトビアと南コーカサス地方のグルジアが独立を宣言した。
1991年8月、ソ連共産党内の保守派と軍部のエリートがゴルバチョフを打倒し、失敗していた改革をクーデターで止めようとしたが失敗した。この混乱でゴルバチョフ政権はほとんど影響力を失い、その後数カ月で多くの共和国が独立を宣言した。1991年9月、バルト三国の分離独立が認められる。12月8日、ロシアのボリス・エリツィン大統領、ウクライナのレオニード・クラフチュク大統領、ベラルーシのスタニスラフ・シュシケビッチ議長によって、互いの独立を認め、ソ連に代わる独立国家共同体（CIS）を創設する「ベロヴェーシ合意」が調印された。12月16日にはカザフスタンが独立を宣言し、ソ連邦から脱退した最後の国となった。12月21日、グルジアとバルト三国を除く旧ソ連邦諸国がCISに加盟し、アルマアタ議定書に調印した。12月25日、ゴルバチョフは辞任し、核兵器の発射コードを含む大統領権限をエリツィンに譲り、エリツィンはロシア連邦の初代大統領となった。その日の夜、クレムリンからソ連国旗が降ろされ、ロシアの三色旗に切り替わった。翌日、最高会議上層部の共和国会議が連邦を正式に解散した。
冷戦後、旧ソ連共和国のいくつかはロシアと緊密な関係を保ち、集団安全保障条約（CSTO）、独立国家共同体（CIS）、ユーラシア経済共同体、連合国家、ユーラシア関税同盟、ユーラシア経済連合などの多国間組織を結成し、経済・軍事協力に取り組んでいる。一方、バルト三国や旧ワルシャワ条約機構のほとんどの国が欧州連合（EU）の一員となり北大西洋条約機構（NATO）に加盟し、ウクライナ、ジョージア（旧グルジア）、モルドバなど他の旧ソビエトの国も1990年代から西側と同じ道を辿ることに関心を表明している。

## 構成共和国の主権宣言・独立宣言
| 構成共和国                               | 主権宣言       | 国号変更                               | 独立宣言       | 独立承認       |
| ---------------------------------------- | -------------- | -------------------------------------- | -------------- | -------------- |
| エストニア・ソビエト社会主義共和国       | 1988年11月16日 | 1990年5月8日： エストニア共和国        | 1991年8月20日  | 1991年9月6日   |
| リトアニア・ソビエト社会主義共和国       | 1989年5月26日  | 1990年3月11日： リトアニア共和国       | 1990年3月11日  | 1991年9月6日   |
| ラトビア・ソビエト社会主義共和国         | 1989年7月28日  | 1990年5月4日： ラトビア共和国          | 1990年5月4日   | 1991年9月6日   |
| アゼルバイジャン・ソビエト社会主義共和国 | 1989年10月5日  | 1991年8月30日： アゼルバイジャン共和国 | 1991年8月30日  | 1991年12月26日 |
| グルジア・ソビエト社会主義共和国         | 1990年5月26日  | 1990年11月14日： グルジア共和国        | 1991年4月9日   | 1991年12月26日 |
| ロシア・ソビエト連邦社会主義共和国       | 1990年6月12日  | 1991年12月25日： ロシア連邦            | 1991年12月12日 | 1991年12月26日 |
| ウズベク・ソビエト社会主義共和国         | 1990年6月20日  | 1991年8月31日： ウズベキスタン共和国   | 1991年8月31日  | 1991年12月26日 |
| モルダヴィア・ソビエト社会主義共和国     | 1990年6月23日  | 1991年5月23日： モルドバ共和国         | 1991年8月27日  | 1991年12月26日 |
| ウクライナ・ソビエト社会主義共和国       | 1990年7月16日  | 1991年8月24日： ウクライナ             | 1991年8月24日  | 1991年12月26日 |
| 白ロシア・ソビエト社会主義共和国         | 1990年7月27日  | 1991年9月19日： ベラルーシ共和国       | 1991年12月10日 | 1991年12月26日 |
| トルクメン・ソビエト社会主義共和国       | 1990年8月22日  | 1991年10月27日： トルクメニスタン      | 1991年10月27日 | 1991年12月26日 |
| アルメニア・ソビエト社会主義共和国       | 1990年8月23日  | 1990年8月23日： アルメニア共和国       | 1991年9月21日  | 1991年12月26日 |
| タジク・ソビエト社会主義共和国           | 1990年8月24日  | 1991年8月31日：タジキスタン共和国      | 1991年9月9日   | 1991年12月26日 |
| カザフ・ソビエト社会主義共和国           | 1990年10月25日 | 1991年12月10日：カザフスタン共和国     | 1991年12月16日 | 1991年12月26日 |
| キルギス・ソビエト社会主義共和国         | 1990年12月15日 | 1991年2月5日：キルギスタン共和国       | 1991年8月31日  | 1991年12月26日 |

## 遺産
2013年に行われた調査によると、ソ連崩壊について、アルメニアでは、「有益だった」と答えた人は全体の12％、「有害だった」と答えた人は全体の66％であった。キルギスでは、それぞれ16％、61％であった。ソ連崩壊以来、レバダセンターが毎年行っている世論調査では、2012年を除いて、ロシア国民の50％以上が「ソ連崩壊を後悔している」と答えており、2018年の調査では66％に及んだ。ロシアにおいては、若年層よりも高齢者層の方がソ連を懐かしむ傾向にあった。ウクライナで2005年2月に行われた同様の世論調査では、回答者の50％がソ連の崩壊を「後悔している」と答えた。しかし、2016年に行われた調査では、ソ連崩壊を「後悔している」ウクライナ人は35％にとどまり、50％はこれを後悔していないと答えた。2016年1月25日、ロシアのウラジーミル・プーチン大統領は、「レーニンと、彼が個々の共和国の政治的分権を唱えたことがソ連崩壊に繋がった」と述べた。また、ソ連崩壊を「20世紀最大の地政学的大惨事」と呼んだ。
ソ連崩壊に伴う経済的な結びつきの崩壊により、ポストソビエト諸国や旧東側諸国では、1930年代の世界恐慌よりもさらに深刻な経済危機と、生活水準の壊滅的な低下が発生した 。1988年から1989年、1993年から1995年の間に貧困と経済的不平等が急増し、旧社会主義国全体でジニ係数が平均9ポイント上昇した。1998年にロシアが金融危機に見舞われる前でさえ、ロシアのGDPは1990年代初頭の半分であった。冷戦終結後の数十年間で、西側諸国に加わる道を歩んでいるのは、旧連邦構成国のうち5～6カ国のみであって、ほとんどの国は遅れをとり、中には社会主義体制崩壊前の状態まで回復するのに50年以上かかる国もあるという。
経済学者のスティーブン・ローズフィールドが2001年に行った調査によると、1990年から1998年までにロシアで340万人の早期死亡が発生しており、その原因の一部はワシントン・コンセンサスに伴う「ショック療法」にあるとしている。

## 国際連合への加盟
1991年12月24日、ロシアのエリツィン大統領は、安全保障理事会をはじめとする国連機関でのソ連の地位は、独立国家共同体の11カ国の支持を得てロシア連邦が継承した旨をハビエル・ペレス・デ・クエヤル国連事務総長に伝えた。
白ロシア・ソビエト社会主義共和国とウクライナ・ソビエト社会主義共和国は、既に1945年10月24日にソ連と共に原加盟国として国連に加盟していた。独立を宣言したウクライナ・ソビエト社会主義共和国は1991年8月24日に「ウクライナ」と改称し、白ロシア・ソビエト社会主義共和国は1991年9月19日に「ベラルーシ（白ロシア）共和国」と改称したことを国連に報告した。
その他、12の独立国が全て国連に加盟した。
- 1991年9月17日：エストニア、ラトビア、リトアニア
- 1992年3月2日 ： アルメニア、アゼルバイジャン、カザフスタン、キルギスタン（キルギス）、モルドバ、タジキスタン、トルクメニスタン、ウズベキスタン
- 1992年7月31日： グルジア（ジョージア）

## 歴史学における説明
ソ連崩壊に関する歴史学は、大きく分けて意図主義的な説明と構造主義的な説明の2つのグループに分類される。
意図主義者は、ソ連の崩壊は必然的なものではなく、特定の個人（通常はゴルバチョフとエリツィン）の政策や決定に起因すると主張する。意図的な記述の特徴的な例としては、歴史家のアーチー・ブラウンが書いた『ゴルバチョフ・ファクター』がある。この本では、ゴルバチョフは少なくとも1985年から1988年の間はソ連政治の主役であり、その後も、出来事に導かれるのではなく、政治的な改革や発展の先頭に立つことが多かったと主張している。これは、政治学者のジョージ・ブレスラウアーがゴルバチョフを "事件の人 "と呼んだように、ペレストロイカとグラスノスチの政策、市場への取り組み、新思考外交などに特に当てはまる。
また、デイビット・マイケル・コッツとフレッド・ウィアーは、ソ連のエリートはナショナリズムと資本主義の両方に拍車をかけた責任があり、彼らは個人的に利益を得ることができたと主張している（このことは、彼らがポストソビエト共和国の経済的・政治的上位層に存在し続けていることからも明らかである）。
一方、構造主義者は、ソ連の崩壊は根深い構造的問題の結果であり、それが「時限爆弾」を植え付けたという、より決定論的な見方をする。例えば、エドワード・ウォーカーは、少数民族は連邦レベルでの権力を否定され、文化的に不安定な形での経済的近代化に直面し、一定のロシア化を受けていたが、同時にソ連政府が進めたいくつかの政策（指導者の土着化、現地語の支援など）によって強化され、やがて意識的な国家が生まれたと主張している。さらに、ソ連の連邦制の基本的な正当性を示す神話、すなわち同盟関係にある人々の自発的かつ相互的な連合であるという神話が、分離・独立の作業を容易にしていた。
2016年1月25日、ロシアのプーチン大統領はこの見解を支持し、レーニンがソビエト共和国の分離権を支持したことを「遅延作動爆弾」と呼んだ。
2006年4月に著された意見書の中でゴルバチョフは、「20年前の今月、チェルノブイリで起きた原発事故は、私がペレストロイカを実行したこと以上に、おそらくソ連崩壊の真の原因となった」と述べている。

## 関連文献
- 読売新聞社編 編『読売報道写真集 1992』読売新聞社、1992年2月。ISBN 978-4-643-92012-3。